# Алеко Кюркчиев
Алеко Константинов Кюркчиев е български политик, лекар.
Роден е на 15 февруари 1960 г. в София. Висше медицинско образование, специалност съдова хирургия. Сърдечен хирург – ендоваскуларна хирургия в Институтска болница Света Екатерина. Специализирал в САЩ. Собственик на ЕТ Алкон – Алеко Кюркчиев 1992. Първи заместник-председател на партия Българска евродесница 2000 – 2002. Избран за народен представител в 39-ото Народно събрание 2001; член на парламентарната група на НДСВ 2001; член на парламентарните Комисия по външна политика, отбрана и сигурност и Комисия по здравеопазване 2001. Член на Управителния съвет на Съсловно сдружение на съдовите хирурзи в България 2002.